# Suszczany (obwód żytomierski)
Suszczany (ukr. Сущани) – wieś na Ukrainie, w obwodzie żytomierskim, w rejonie olewskim, nad Uborcią. W 2001 roku liczyła 1054 mieszkańców.